# مشكلة كبيرة في الصين الصغيرة
مشكلة كبيرة في الصين الصغيرة هو فيلم فنتازيا، فنون قتالية، كوميدي، دراما أمريكي إنتاج 1986.الفيلم من إخراج جون كاربنتر وبطولة كيرت راسل،كيم كاترال،دنيس دان وجيمس هونج.عرض الفيلم في 2 يوليو 1986.

## روابط خارجية
مشكلة كبيرة في الصين الصغيرة على موقع IMDb (الإنجليزية)
- مشكلة كبيرة في الصين الصغيرة على موقع ميتاكريتيك (الإنجليزية)
- مشكلة كبيرة في الصين الصغيرة على موقع روتن توميتوز (الإنجليزية)
- مشكلة كبيرة في الصين الصغيرة على موقع نتفليكس (الإنجليزية)
- مشكلة كبيرة في الصين الصغيرة على موقع ألو سيني (الفرنسية)
- مشكلة كبيرة في الصين الصغيرة على موقع Turner Classic Movies (الإنجليزية)
- مشكلة كبيرة في الصين الصغيرة على موقع أول موفي (الإنجليزية)
- مشكلة كبيرة في الصين الصغيرة على موقع بوكس أوفيس موجو (الإنجليزية)
- مشكلة كبيرة في الصين الصغيرة على موقع فيلمافينيتي (الإسبانية)
- مشكلة كبيرة في الصين الصغيرة على موقع قاعدة بيانات الأفلام السويدية (السويدية)